# 서울온곡초등학교
서울온곡초등학교는 대한민국 서울특별시 노원구 상계동에 있는 공립 초등학교이다.

## 학교 연혁
- 1988년 10월 10일 서울온곡국민학교 개교
- 1996년 3월 1일 서울온곡초등학교로 개칭
- 2014년 12월 28일 학교교육 환경개선공사(10건)
- 2017년 8월 16일 학생 화장실 변기 교체 공사, 과학실 환경개선 공사 완료
- 2018년 8월 22일 운동장 스탠드 및 계단 개선 공사
- 2019년 1월 24일 돌봄교실 시설개선 공사
- 2019년 2월 15일 급식실 및 학생식당 증축
- 2019년 3월 1일 제9대 최동렬 교장 부임
- 2019년 5월 31일 협력종합예술활동실 설치
- 2019년 6월 25일 실과실, 학습준비물실 설치
- 2020년 2월 12일 제31회 졸업식(111명, 누계 7861명)
- 2020년 3월 1일 31학급 편성

## 참고 자료
- 서울온곡초등학교 - 한국교육학술정보원 학교알리미